# 성호사설
《성호사설》(星湖僿說)은 실학자인 성호 이익(李瀷)의 문답집을 엮은 저술이다. 저자 이익이 40세 전후부터 독서하다가 느낀 점이나 제자들의 질문에 답한 내용을 기록해두었던 것을 그의 나이 80세 되던 해에 집안 조카들이 정리해 편찬한 책이다. 총 30권 30책으로 구성되어 있다.

## 개요
이 책에는 성호가 평소 제자들과 문답을 나누었던 천문·지리·역사·제도·군사·풍속·문학 등의 분야에 걸친 넓고 깊은 학식이 집대성되어 있는 실학의 대저술이다. 성호가 그의 나이 40세 전후부터 기록한 내용을 80세 무렵에 그의 집안 조카들이 엮어서 30권 30책으로 펴냈다고 한다.
이 사설은 원래 중복이 많고 편질(編帙)이 컸는데, 성호 이익의 제자 안정복이 자청하여 또는 그가 성호의 요청을 받아서 내용에 따라 유편(類編)을 마련하고 정리하여 약 반쯤 되는 분량으로 편찬하였는데. 이것이 《성호사설유선(類選)》이다. 오늘날은 《성호사설》이라 하면 이 《성호사설유선》을 가리킨다.
《성호사설유선》은 모두 10권 10책으로, 《성호사설》의 편제에서 문(門)을 편(篇)으로 바꾸어, 천지편·만물편·인사편·경사편·시문편으로 나뉜다. 각 편은 또 문(門)으로 세분되며, 거기에 다시 세목(細目)을 붙여 종류에 따라 편집하고 편자 자신의 소주(小註)를 달아 찾아보기 쉽게 바꾸었다.

## 구성
- 제1권 - 제3권: 천지문(天地門)
- 제4권 - 제6권: 만물문(萬物門)
- 제7권 - 제17권: 인사문(人事門)
- 제18권 - 제27권: 경사문(經史門)
- 제28권 - 제30권: 시문문(詩文門)

## 내용 및 평가
그의 학문과 사상은 그 자신이 처했던 불우한 환경이나 선배 남인 학자들의 영향으로 성립된 것이다. 이익은 그 자신의 친척이기도 했던 유형원에게 특히 많은 영향을 받았는데, 《성호사설》에서도 자주 유형원의 제안을 언급하고 있다. 이익은 정치, 경제, 사회, 풍속, 자연, 역사, 문학, 철학 등 여러 방면에 걸쳐서 비판적이고 창의적인 의견을 제시하여, 가히 '성호학'이라 불릴 만한 독자적인 사상체계를 형성했고 그의 학문은 안정복 등 제자들에게 이어졌다.

### 서양의 실용학문에 대한 견해
《성호사설》에서 223개 항목으로 구성된 천지문에는 지구가 둥글다는 것이나 지구의 아래위에도 사람이 살고 있다는 것 등의 서양 과학지식을 흡수한 내용들이 포함되어 있다. 태양의 궤도나 춘분, 일식을 비롯해 중국에서 수입된 한역본 서양 서적에 나온 서양의 천문, 역법 및 마테오 리치의 《곤여만국전도》나 시원경(망원경) 같은 서양 과학 지식을 흡수하려 한 이익의 노력이 나타나 있다. 또한 이익은 지도를 그리는 데에도 관심을 보였는데, 지도를 그리는 방법에 대해서 "아무리 세밀하여 그리기 어려운 것이라도 얇은 종이에 들기름을 바르거나 양초를 녹여 발라서 투명하게 해놓고 붓을 대면 된다."고 하는 등, 지도 제작에 대해서 해박한 지식을 보이기도 한다. 이는 당시 대표적인 지도학자였던 정상기와의 교분도 작용한 것으로, 중국에서 입수한 지도에 이익 자신이 쓴 《동국지도》에서 "내 친구 정 여일은 세밀히 연구하고 정력을 기울여 백리척을 만들어갖고 정밀한 측량을 거쳐 여덟 권의 지도를 만들었는데, 멀고 가까운 거리와 높고 낮은 지형까지 모두 실형으로 묘사되었으니 정말 진귀한 보물로서 이 지도와도 대체로 들어맞는다."고 말하고 있다. 다만 《지봉유설》에서와 같이 중국 이외의 다른 나라에 대해서는 그리 적극적으로 언급하고 있지 않다.

### 시대와 역사에 대한 관점
「인사문」에서 이익은 왕세자에 대한 엄격한 교육, 서얼에게도 길을 열어줄 것과 조상의 내력을 따지는 서경제도를 없애고 과거제와 천거제를 함께 사용하며, 군현마다 무학(武學)을 두어 장교를 양성할 것과 중앙 관청의 통폐합, 화폐 유통의 문제점과 사치 풍조의 근절을 주장하고, 특히 노비제를 '천하의 악법'이라 규정하고 "노비를 대대로 천하게 전하는 것은 고금에 없던 일이다!"라며 노비 제도의 존속을 강하게 비판한다.
또한 나라를 좀먹는 여섯 가지 좀(육두)을 설정하고, 노비제와 과거제, 벌열(閥閱), 교묘한 재주와 솜씨, 승려, 게으름뱅이를 당시 사회의 대표적인 폐단으로서 국가와 사회를 좀먹는 암적인 존재로 인식했다. 다음은 《성호사설》의 일부이다.

농사에 힘쓰지 않는 것은 여섯 가지 좀 때문인데, 장사꾼은 그 가운데 들어 있지 않다. 첫째가 노비제도이고, 둘째가 과거제도이고, 셋째가 문벌제도이고, 넷째가 사치와 미신 숭배이며, 다섯째가 승려이고, 여섯째가 게으름이다.

역사에 대해서도 이익은 역사서 저술이 매우 어려운 작업과 동시에 자료에 엄밀한 고증을 행할 것을 강조한다. 독특한 견해를 많이 내놓았는데, 단군조선의 국호를 '단(檀)', 기자조선의 국호를 '기(箕)'로 보고, 삼한(三韓)의 원주민을 중국 전국시대 한(韓)의 이주민으로 해석한 것이 그것이다. 이밖에 조선의 역사가 중국의 요순시대와 비길 만큼 오래되었고, 순이 동이족임을 강조하면서도 중국의 교화가 우리 나라에 미친 점을 간과하지 않았는데, 이는 결론의 타당성 여부를 떠나서 18세기 초·중엽의 역사학 수준으로 미루어 볼 때 가장 세련된 문헌고증학적 방법론, 내지는 한·중 양국의 문화 교류를 보다 폭넓게 이해한 토대 위에서 도출된 견해들이라는 점에서 그 선진성이 인정된다. 이러한 그의 역사관은 제자 안정복에게 이어져 《동사강목》이 탄생하는 한 배경이 되었다.

### 성리학 이데올로기의 한계
하지만 「천지문」뒤에 이어지는 「만물문」의 경우 대부분이 주로 중국측 자료만을 전거로서 이야기를 풀어나가고 있고, 서로 다른 소재들이 뒤엉켜 체계적으로 정리되어 있지 못하다는 지적이 있다. 《지봉유설》에서 이단에 대해 보다 포용적이고 개방적인 입장을 취한 것에 대해, 불교나 노장, 음양방술 및 도참 사상 같은 당시 '이단'으로 치부되던 사상에 대해서는 부정적인 입장을 보인다. 이는 이수광이 살던 시대보다 훨씬 강하게 성리학 이념이 뿌리내려 있었던 시대적 차이를 반영하는 것이다. 또한 중농주의 실학자였던 그는 상공업의 변화상에 대해서는 별다른 주목을 하지 않는데, '분배의 정의'에 초점을 맞춘 그의 중농주의 사상에 깊은 영향을 주었던 선배 유형원이 화폐를 '화천(貨泉, 재화의 샘)'이라 부르며 그 유통을 적극 주장한 것과는 달리, 이익은 "사치하는 데에 편리한 것이 돈만한 것이 없다면, 이딴 돈이 백성에게 무슨 이로움이 있겠는가? 따라서 사치를 금하려면 이딴 건 없애버리는 것이 훨씬 낫다!"며 폐전론(廢錢論)을 주장하기도 했다. 이익의 관점에서 가장 이상적인 형태의 경제구조였던 농업 중심의 자급자족 사회를 파괴하는 주범은 곧 상품화폐 경제의 발달이나 식리(飾利, 수익 창출) 행위였고, 이를 크나큰 죄악으로 간주했던 이익은 화폐나 시장에 대해서도 몹시 부정적인 입장을 취하고 있다. 「경사문」의 항목 대부분은 중국의 고사나 이에 대한 고증이 중심이 되어 있고, 우리 역사와 전통, 인물에 대한 내용은 몹시 간략하여, 중국의 역사를 기준으로 우리 역사를 이해하려 한 한계를 부정할 수 없다는 지적도 있다.

### 문학에 대한 시각
「시문문」은 우리 나라와 중국의 역대 시문에 대한 평가와 교감, 고증을 378항목에 걸쳐 정리한 부분인데, 한의 동중서에서 명의 왕세정에 이르는 중국측 시문의 비중이 2/3을 차지한다. 특히 많이 등장하는 것이 당의 시인이었던 이백과 두보의 시에 대한 견해로, "이백은 문장을 다듬는 데에 고심하지 않다보니 '호조'나 '비화' 따위의 비열하고 보잘것 없는 것도 더러 있다."고 하는 등 찬양 일변도가 아니라 그 문제점을 지적하는 예리함을 보인다. 우리 나라의 시문에 대해서는 고려의 김극기·이색, 조선의 홍유손·노수신·조식(曺植)·이황·박광우·정인홍·이항복·허목 등의 시를 언급하고 있다. 눈길을 끄는 점은 다른 문집과는 달리 남명 조식의 시문을 적극적으로 언급하고, 그의 수제자로서 인조반정 이후 역적의 대명사가 되었던 정인홍에 대해서도 '정인홍시'라는 항목을 따로 두어 소개하고 있다는 것이다. 하지만 《지봉유설》과 비교할 때 신분이 낮은 사람까지 그 시를 소개해주는 식의 신분적 개방성은 《성호사설》에서 찾아보기 어렵다.

## 북인과의 학문적 연관성
대체로 이익의 학문적 연원은 퇴계 이황에서 정구, 허목으로 이어지는 남인 학통에 있다는 것이 통설이지만, 북인 계열의 학통인 조식이 정구에게 영향을 주었다는 주장이 제기되면서 이익의 학문적 연원에는 조식이 있다는 논이 나왔다. 《성호사설》에는 이황뿐 아니라 조식에게도 존경을 표한 부분이 여럿 등장하는데, 그 중 한 대목은 다음과 같다.
퇴계가 소백산 밑에서 태어나 우리 나라 유학자의 종주가 되셨는데, 그 계통의 인물들은 깊이가 있고 빛을 발하여 예가 있고 겸손하였으며 문학은 찬란하여 수사의 유풍을 방불케 했다. 남명은 지리산 밑에서 태어나 우리 나라에서 기개와 절조로서 가장 높은 위치를 차지하셨으니, 그 후계는 정신이 강하고 실천에 용감하였으며 의를 숭상하고 목숨을 가볍게 여겨 이익을 위해 뜻을 굽히지 않았고, 위험에 처하여 뜻을 굽히지 않는 독립적인 지조를 지녔으니, 이는 상도(上道)와 하도(下道)의 다른 점이다.

최근에는 이익의 가계도 북인 가문과 밀접하게 관련되어 있음을 주장하는 학자들이 등장했다. 이익의 집안인 여주 이씨 수원파의 중시조인 이상의가 북인의 소북에 속했는데, 그 후손들이 대대로 북인 집안과 통혼했다는 것이다. 이상의의 아들 지선의 장인은 북인의 원로였던 기자헌이었고, 상의의 손자인 원진과 숙진의 장인은 각각 소북의 중심 인물이었던 남이공과 김신국이었다는 데에서, 이익의 집안 통혼권에 북인이 깊게 관련되어 있음을 발견할 수 있는데, 이 점은 북인의 박학성과 개방성을 지닌 학풍이 《성호사설》에 그대로 반영되었음을 시사하는 것이다.

## 같이 보기
- 성호 이익
- 안정복